# 日中韓3カ国交流陸上競技大会
日中韓3カ国交流陸上競技大会（にっちゅうかんさんかこくこうりゅうりくじょうきょうぎたいかい）は、日本・中国・韓国の3カ国によって行われる陸上競技大会である。3カ国の競技力のレベル向上と選手間の交流などが目的で、2014年7月6日に第1回大会が中国の金華市で開催された。交流大会だが、各種目の1位に10点、2位に8点、3位に7点、4位に6点、5位に5点、6位に4点が与えられ、総合得点を競う対抗戦でもある。

## 実施種目
第4回大会実施種目（14種目） ＊ポイント対象外のレースは除く
- 男子（7種目）
  - 200m
  - 800m
  - 400mハードル
  - 4×400mリレー
  - 走高跳
  - 三段跳
  - 砲丸投

- 女子（7種目）
  - 100m
  - 400m
  - 100mハードル
  - 4×100mリレー
  - 棒高跳
  - 走幅跳
  - 砲丸投

## 大会一覧
| 回 | 開催日        | 開催国 | 開催都市 | 開催会場           | 優勝 | 2位  | 3位  |
| -- | ------------- | ------ | -------- | ------------------ | ---- | ---- | ---- |
| 1  | 2014年7月6日  | 中国   | 金華市   | 金華市陸上競技場   | 中国 | 日本 | 韓国 |
| 2  | 2015年7月12日 | 日本   | 札幌市   | 札幌厚別公園競技場 | 中国 | 日本 | 韓国 |
| 3  | 2016年7月3日  | 韓国   | 金泉市   | 金泉総合競技場     | 中国 | 日本 | 韓国 |
| 4  | 2017年7月2日  | 中国   | 寧波市   | 富邦体育場         | 中国 | 韓国 | 日本 |
| 5  | 2018年7月8日  | 日本   | 札幌市   | 札幌厚別公園競技場 |      |      |      |
| 6  | 2019年6月     | 韓国   | 金泉市   | 金泉総合競技場     | 中国 |      |      |